# Difenilmercur
Difenilmercurul este un compus organic cu formula chimică Hg(C6H5)2. Este un solid alb. Compusul a fost de interes în cercetarea chimică, fiind ca un compus organometalic deosebit de stabil, dar are puține utilizări din cauza toxicității sale ridicate, induse de prezența mercurului legat de grupe aromatice.

## Obținere
Disponibil comercial, acest compus poate fi preparat pe mai multe căi. Rezultă din tratarea acetatului de fenilmercur cu stanit de sodiu, prin reacția halogenurilor mercurice cu bromură de fenilmagneziu, și prin reacția bromobenzenului cu amalgam de sodiu.